# OpenGL Easy Extension library
Эта статья о библиотеке GLee. См. также Glee (телесериал).
OpenGL Easy Extension library (GLee) — библиотека, которая динамически линкует расширения и функции ядра OpenGL в момент инициализации приложения, что снимает с программиста необходимость линковать каждое расширение вручную.
GLee совместима с Windows, Linux, macOS и FreeBSD. Также вполне возможна совместимость с другими Unix-like системами, использующими X Window System.
GLee распространяется под упрощенной лицензией BSD, исключая генератор GLeeGen.